# Texas Lightning
Texas Lightning é um quinteto alemão de música country. 
A música do grupo é um misto de de country e música pop, seu repertório é formado de canções clássicas da música country de artistas como Patsy Cline, Loretta Lynn, Johnny Cash e Tammy Wynette e releitura de astros da música pop como ABBA, Nancy Sinatra, Linda Ronstadt, Madonna, Michael Jackson e The Beatles.
Os Texas Lightning foram os representantes da Alemanha no Festival Eurovisão da Canção 2002.